# خاتشيك (سهند أباد)
خاتشیك (بالفارسية: خاچیک) هي منطقة سكنية تقع في إيران في قسم سهند أباد الريفي. يقدر عدد سكانها بـ 139 نسمة .